# Росси, Юссеф
Юссеф Росси (араб. يوسف روسي‎; род. 28 июня 1973) — марокканский футболист, выступавший на позиции защитника за сборную Марокко.

## Клубная карьера
Юссеф Росси начинал свою карьеру футболиста в марокканском клубе «Раджа Касабланка», с которым дважды становился чемпионом Марокко. Летом 1997 года он перешёл во французский «Ренн». 31 июля того же года Росси дебютировал во французской Лиге 1, выйдя в основном составе в гостевом поединке против «Тулузы».
В начале октября 1999 года марокканец стал игроком нидерландской команды НЕК. Летом 2000 года Росси подписал контракт с шотландским клубом «Данфермлин Атлетик». 26 декабря 2000 года он забил свой первый гол в рамках шотландской Премьер-лиги, сравняв счёт в домашнем матче с «Абердином». Первую половину 2004 года защитник отыграл за «Раджу», после чего перебрался в Катар, где играл за «Аль-Хор» и «Эш-Шамаль».

## Карьера в сборной
Юссеф Росси играл за сборную Марокко на Кубке африканских наций 1998 года в Буркина-Фасо, где провёл за неё три матча: группового этапа с Замбией и Мозамбиком, а также четвертьфинала с ЮАР. Росси был включён в состав сборной Марокко на чемпионат мира по футболу 1998 года во Франции, где сыграл во всех трёх играх своей команды на турнире: с Норвегией, Бразилией и Шотландией.

## Достижения
«Раджа Касабланка»
- Чемпион Марокко (3):  1995/96, 1996/97, 2003/04
- Обладатель Кубка Марокко (2): 1995/96, 2004/05